# То је било неко лепше и срећније време изд. 1
 То је било неко лепше и срећније време изд. 1 је  компилацијски албум српског и југословенског рок бенда Рибља чорба. Објављен је 9. септембра 2000. године под окриљем издавачке куће Хи-Фи Центар, а на њему се налази двадесет и четири песме.

## Листа песама
| №   | Назив                                  | Трајање |  |
| 1.  | Лутка са насловне стране               |         |  |
| 2.  | Рокенрол за кућни савет                |         |  |
| 3.  | Хеј ћале                               |         |  |
| 4.  | Егоиста                                |         |  |
| 5.  | Звезда поткровља и сутерена            |         |  |
| 6.  | Остани ђубре до краја                  |         |  |
| 7.  | Немој срећо, немој дана                |         |  |
| 8.  | Видиш да сам гадан кад сам тебе гладан |         |  |
| 9.  | Остаћу слободан                        |         |  |
| 10. | Два динара друже                       |         |  |
| 11. | Ето ти за такси                        |         |  |
| 12. | Волим, волим, волим, волим жене        |         |  |
| 13. | Ја сам се ложио на тебе                |         |  |
| 14. | Превара                                |         |  |
| 15. | Пекар, лекар, апотекар                 |         |  |
| 16. | На западу ништа ново                   |         |  |
| 17. | Драга, не буди педер                   |         |  |
| 18. |                                        |         |  |
| 19. | Слушај сине обриши слине               |         |  |
| 20. | Ја ратујем сам                         |         |  |
| 21. | Како је лепо бити глуп                 |         |  |
| 22. | Казабланка                             |         |  |
| 23. | Музичари који пију                     |         |  |
| 24. | Прича о Жики Живцу                     |         |  |